# Markus Nagel
Markus Nagel (* 19. Mai 1967 in Karlsruhe) ist ein ehemaliger deutscher Bahnradsportler und heutiger Radsporttrainer.

## Sportliche Laufbahn
Siebenmal errang Markus Nagel deutsche Meistertitel in den Disziplinen Zeitfahren, Tandemrennen und Sprint. 1990 wurde er bei den UCI-Bahn-Weltmeisterschaften 1990 in Maebashi Dritter im Tandemrennen, gemeinsam mit Uwe Buchtmann. Nagel startete für den Verein RSV Oberhausen.

## Berufliches
Nach seinem Rücktritt vom Radsport wurde Nagel Trainer, zunächst von 1997 bis 2001 als Junioren-Trainer der Bahn-Nationalmannschaft des Bundes Deutscher Radfahrer, von 2002 bis Mitte 2012 Bahn-Nationaltrainer in der Schweiz. Anschließend war er Nationaltrainer im Iran. Seit 2013 ist er für Bicycle Holidays Max Hürzeler auf Mallorca tätig.

## Erfolge
1986
- Deutscher Amateur-Meister – Sprint

1988
- Deutscher Amateur-Meister – Sprint

1989
- Deutscher Amateur-Meister – 1000-Meter-Zeitfahren

1990
- Weltmeisterschaft – Tandemrennen (mit Uwe Buchtmann)
- Deutscher Amateur-Meister – Sprint, 1000-Meter-Zeitfahren, Tandemrennen (mit Uwe Buchtmann)

1993
- Deutscher Amateur-Meister – Tandemrennen (mit Emanuel Raasch)